# Isotrium lutosum
Isotrium lutosum là một loài bọ cánh cứng trong họ Cerambycidae.